# Thyronectroidea
Thyronectroidea är ett släkte av svampar. Thyronectroidea ingår i familjen Thyridiaceae, klassen Sordariomycetes, divisionen sporsäcksvampar och riket svampar.
|                 | Mattirolia                                     |
|                 |                                                |
| Thyronectroidea | \| \| Thyronectroidea chrysogramma \| \| \| \| |
|                 | \| \| Thyronectroidea chrysogramma \| \| \| \| |
|                 | Pleurocytospora                                |
|                 |                                                |
|                 | Balzania                                       |
|                 |                                                |
|                 | Leucocrea                                      |
|                 |                                                |
|                 | Thyronectroidea chrysogramma                   |
|                 |                                                |

|  | Thyronectroidea chrysogramma |
|  |                              |